# Heidrun Paulus
Heidrun Dagmar Paulus, geborene Geckeler (* 1961 in Balingen), ist eine deutsche Flötistin, Komponistin und Musikpädagogin.

## Leben und Wirken
Heidrun Paulus wurde früh musikalisch ausgebildet (Flöte, Klavier und Orgel bei KMD Gerhard Rehm, Balingen), gelangte aber erst nach beruflichen Umwegen zur professionellen Ausübung der Musik. Ihre künstlerische Ausbildung umfasst die Bereiche Blockflöte, Querflöte, Klavier und Cembalo, wobei sie sich regelmäßig fortgebildet hat und an Meisterkursen teilnahm, unter anderem bei Aurèle Nicolet (Querflöte), Günther Höller (Blockflöte) und Oscar Milani (Cembalo).
In Balingen war sie Mitglied eines Bläserquintetts (Leitung Uli Molsen) und Lehrkraft an der Jugendmusikschule Balingen. Seit 1983 ist sie mit Bernd Paulus, Informatiker und Hobby-Literat verheiratet, mit dem sie mehrere Projekte verwirklichte. Zunächst in Karlsruhe wohnhaft, begann sie im gleichen Jahr eine Unterrichtstätigkeit (zunächst Block- und Querflöte) und gab regelmäßig Konzerte. 1989 zog sie nach Hagenbach (Kreis Germersheim/Rheinland-Pfalz). Im gleichen Jahr gründete sie die private Musikschule Heidrun Paulus, in der sie die Fächer Blockflöte, Querflöte und seit 1996 auch Klavier unterrichtet. 1989 erhielt sie auch den Auftrag, beim Musikverein Leimersheim die musikalische Grundausbildung zu übernehmen, wo sie mit jeweils eigenen Konzepten für Kinder im Kindergartenalter Musikalische Früherziehung, sowie für Kinder im Grundschulalter Sopran- und Altblockflötenkurse anbot. Auf eigenen Wunsch schied sie dort 2011 aus. Ihr Hauptaugenmerk liegt jedoch in ihrer regen Konzerttätigkeit als Block- und Querflötistin in unterschiedlicher Besetzung sowie, seit 2017, auch als Klavierbegleiterin. Hier hat sie sich vor allem der Klezmer-Musik verschrieben.
Zusammen mit ihrem Mann führte sie mehrere eigene Kindertheaterstücke auf (1996: Kinder Europas, 2000: Reise durch das Universum, 2002: Die alltäglichen Sorgen berühmter Komponisten (Text und Musik jeweils Bernd und Heidrun Paulus)) sowie bereits 1991: Die Märchenpost (von Margarete Bender-Streit) und 1992: Der Rattenfänger von Hameln (von Barbara Schwindt). Es folgten eigene Musicalproduktionen: 2012 das Singspiel „Die Stadtmadam“, 2014 „Der verliebte Trommler“, beides Sagenfiguren ihrer Heimatgemeinde Hagenbach (Text und Regie Bernd Paulus, Komposition, Arrangements und musikalische Leitung Heidrun Paulus) und 2023 das Singspiel "Dubbeglas-Kantate" / Untertitel: Hommage an eine segensreiche Erfindung (Text und Regie Bernd Paulus, Komposition, Arrangements und musikalische Leitung Heidrun Paulus). 
Ihr kompositorisches Schaffen umfasst Werke für Flöte solo, Flöte und Klavier, sowie Gesang, Instrumentalstimmen und Klavier und diverse Arrangements.
Seit 1997 wurden mehrere CDs veröffentlicht.

## Kompositionen
- 1996: "Hört ihr's Klingen" – Weihnachtslieder für drei Sopranblockflöten (Heinrichshofen's Verlag, ED 2350)
- 2009: "Variété" und "Clownerie" (Sammlung mehrerer Stücke für Flöte und Klavier)
- 2012: "Furienarie" für Sopranstimme, Flöte und Klavier
- 2013: "Der Leuchtturm" für Flöte und Klavier, 
               "Weihnachtszauber" für Flöte und Klavier
- 2014: "Lumpenpack-Arie" für zwei Singstimmen, Flöte, Klarinette und Klavier
- 2016: "Toccata & Fuge d-moll" (J.S.Bach) (arrangiert für Flöte solo) 
          "Ankunft der Königin von Saba (G.F. Händel) (arrangiert für Flöte solo)
          diverse Weihnachtsliedbearbeitungen für Flöte und Klavier
- 2021: "Musik lebt." - 4 Bände, Kompositionen für ein Melodieinstrument und Klavier (BoD-Verlag)

## Tondokumente
- "Flötenmusik von Schubert bis Poulenc" (1997)
- "Komponistinnen" (1999)
- "An den Frühling" (2002)
- "J.S. Bach: Sämtliche Flötensonaten" (2004)
- "Flöte solo" (2005)
- "Faszination Flötenmusik" (diverse Eigenkompositionen, 2010)
- "Weihnachtliche Kompositionen" (2019)

## Weiteres

### Kindertheaterstücke
- Kinder Europas
- Reise durch das Universum
- Die alltäglichen Sorgen berühmter Komponisten
- diverse Anpassungen existierender Theaterstücke

### Singspiele (Musicals)
- Die Stadtmadam (2012)
- Der verliebte Trommler (2014)
- Der Grenzjäger
- Die Dubbeglas-Kantate (2023)

### Sonstiges
- Diverse Barockprojekte mit Ensemble (Kaffeekantate, Bauernkantate)
- Mitbegründerin der Reihe "Kunst trifft Kunst" (eigene Werke für Flöte und Klavier werden anderen Kunstrichtungen (z. B. Malerei, Poesie, Lesungen) gegenübergestellt)
- Mitglied bei der GEDOK Karlsruhe